# Hans Virchow

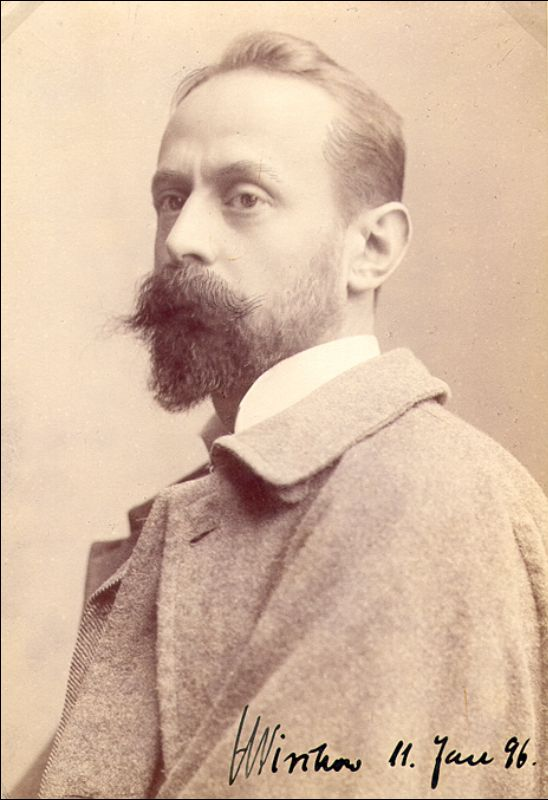
Hans Virchow (1896)

Hans Virchow (* 10. September 1852 in Würzburg; † 7. April 1940 in Berlin) war ein deutscher Mediziner und Hochschullehrer.

## Leben und Wirken
Hans Virchow war das zweite der sechs Kinder von Rudolf Virchow. Er studierte Medizin an den Universitäten Berlin, Bonn, Straßburg und Würzburg, wo er als 1874 Student für Albert von Koelliker tätig war. Seine Dissertation schrieb er zum Thema: „Über das Epithel des Dottersackes im Hühnerei“ und wurde damit 1875 in Berlin promoviert. Von 1877 bis 1882 arbeitete er als Assistent, später Prosektor am Anatomischen Institut der Universität Würzburg. Dort habilitierte er sich 1882 in Anatomie. Von 1889 bis 1917 lehrte Virchow als außerordentlicher Professor für Anatomie an der Friedrich-Wilhelms-Universität zu Berlin, von 1917 bis 1922 war er als Honorarprofessor an der Hochschule tätig, anschließend als ordentlicher Professor. Daneben lehrte er von 1886 bis 1920 Anatomie an der Berliner Hochschule für bildende Künste.
1887 wurde Hans Virchow Mitglied der Deutschen Akademie der Naturforscher Leopoldina.
Dreimal übernahm er den Vorsitz der von seinem Vater Rudolf Virchow gegründeten Berliner Gesellschaft für Anthropologie, Ethnologie und Urgeschichte.
Hans Virchow starb 1940 im Alter von 87 Jahren in Berlin und wurde auf dem Alten St.-Matthäus-Kirchhof in Schöneberg beigesetzt. Das Grab ist, im Gegensatz zum Ehrengrab seines Vaters auf demselben Friedhof, nicht erhalten geblieben.